# Gare d'Okutsugaru-Imabetsu
La gare d'Okutsugaru-Imabetsu (奥津軽いまべつ駅, Okutsugaru-Imabetsu-eki) est une gare ferroviaire d'Imabetsu, dans la préfecture d'Aomori au Japon. Cette gare est exploitée par la compagnie JR Hokkaido et est desservie par le Shinkansen.

## Situation ferroviaire
La gare d'Okutsugaru-Imabetsu est située au point kilométrique (PK) 13,0 de la ligne Shinkansen Hokkaidō.

## Historique
La gare d'Okutsugaru-Imabetsu a été inaugurée le 13 mars 1988 sous le nom de Tsugaru-Imabetsu. Depuis le 26 mars 2016, elle est desservie par la ligne Shinkansen Hokkaidō et a été renommée Okutsugaru-Imabetsu.

## Service des voyageurs

### Accueil
La gare dispose d'un bâtiment voyageurs, avec guichets, ouvert tous les jours.

### Desserte
| 11 | Ligne Shinkansen Hokkaidō | Shin-Aomori ・ Morioka ・ Sendai ・ Tokyo |
| 12 | Ligne Shinkansen Hokkaidō | Shin-Hakodate-Hokuto                      |

### Intermodalité
La gare de Tsugaru-Futamata de la JR East est située à proximité immédiate.